# Felsőrépás
Felsőrépás (szlovákul: Vyšné Repaše, németül: Oberripsch) község Szlovákiában, az Eperjesi kerület Lőcsei járásában.

## Fekvése
Lőcsétől 10 km-re északkeletre, a Tarca forrásvidékén fekszik.

## Története
A Görgey család 1278-ban kapta meg a répási erdőt, ahol a 14. század elején két Répás nevű falu keletkezett. 1323-ban „Keeth Repas” néven említik először a szepesi káptalan birtokaként. 1342-ben „Kysrepach”, 1343-ban „Wyerpach”, 1344-ben és 1400-ban „Wyuagas” alakban említik az írásos források. 1787-ben 71 házában 441 lakos élt.
A 18. század végén Vályi András így ír róla: „Alsó, és Felső Répás. Két tót falu Szepes Vármegyében, földes Uraik a’ Szepesi Káptalan, és több Uraságok, lakosaik katolikusok, és ó hitüek, fekszenek Lőtséhez mintegy kis mértföldnyire; határbéli földgyeik közép termékenységűek, javaik meglehetősek.”
1828-ban 88 háza volt 638 lakossal. Lakói mezőgazdasággal, pásztorkodással, erdei munkákkal, teknővájással, fazsindely készítéssel foglalkoztak.
Fényes Elek 1851-ben kiadott geográfiai szótárában így ír a faluról: „Répás (Alsó és Felső), két egymáshoz közel fekvő tót falu, Szepes vmegyében, ut. p. Lőcséhez északra 1 1/2 mfd., az elsőben lakik: 50 rom., 608 gör. kath., a másodikban 449 r., 82 g. kath., 5 evang. A.-Répáson gör., Felsőn rom. kath. parochia van. F. u. a Görgei nemzetség.”
A trianoni diktátum előtt Szepes vármegye Lőcsei járásához tartozott.
Az 1961-es tűzvészben a faluban nagy károk keletkeztek. Lakói a mezőgazdaságon kívül Lőcse és Igló üzemeiben dolgoznak.

## Népessége
| Év:            | 1994. | 2004.    | 2014.   | 2024.    |
| -------------- | ----- | -------- | ------- | -------- |
| Emberek száma: | 143   | 115      | 104     | 92       |
| Eltérés:       |       | -19,58 % | -9,56 % | -11,53 % |

| Év:            | 2023. | 2024.   |
| -------------- | ----- | ------- |
| Emberek száma: | 90    | 92      |
| Eltérés:       |       | +2,22 % |

1910-ben 398, túlnyomórészt szlovák lakosa volt.
2001-ben 128 lakosából 125 szlovák volt.
2011-ben 107 lakosából 96 szlovák.

## Nevezetességei
A községben a 15. századból származó gótikus Alexandriai Szent Katalin plébániatemplom található, korabeli freskórészletekkel. 1730-ban barokk stílusban építették át. Szűz Mária-szobra a 15. század második felében készült. Kálváriája 18. századi barokk népi építmény. Kápolnái a 18.-19. században készültek.